# Pteracanthus gongshanensis
Pteracanthus gongshanensis là một loài thực vật có hoa trong họ Ô rô. Loài này được H.B. Cui miêu tả khoa học đầu tiên năm 1990.